# Roter Muskateller

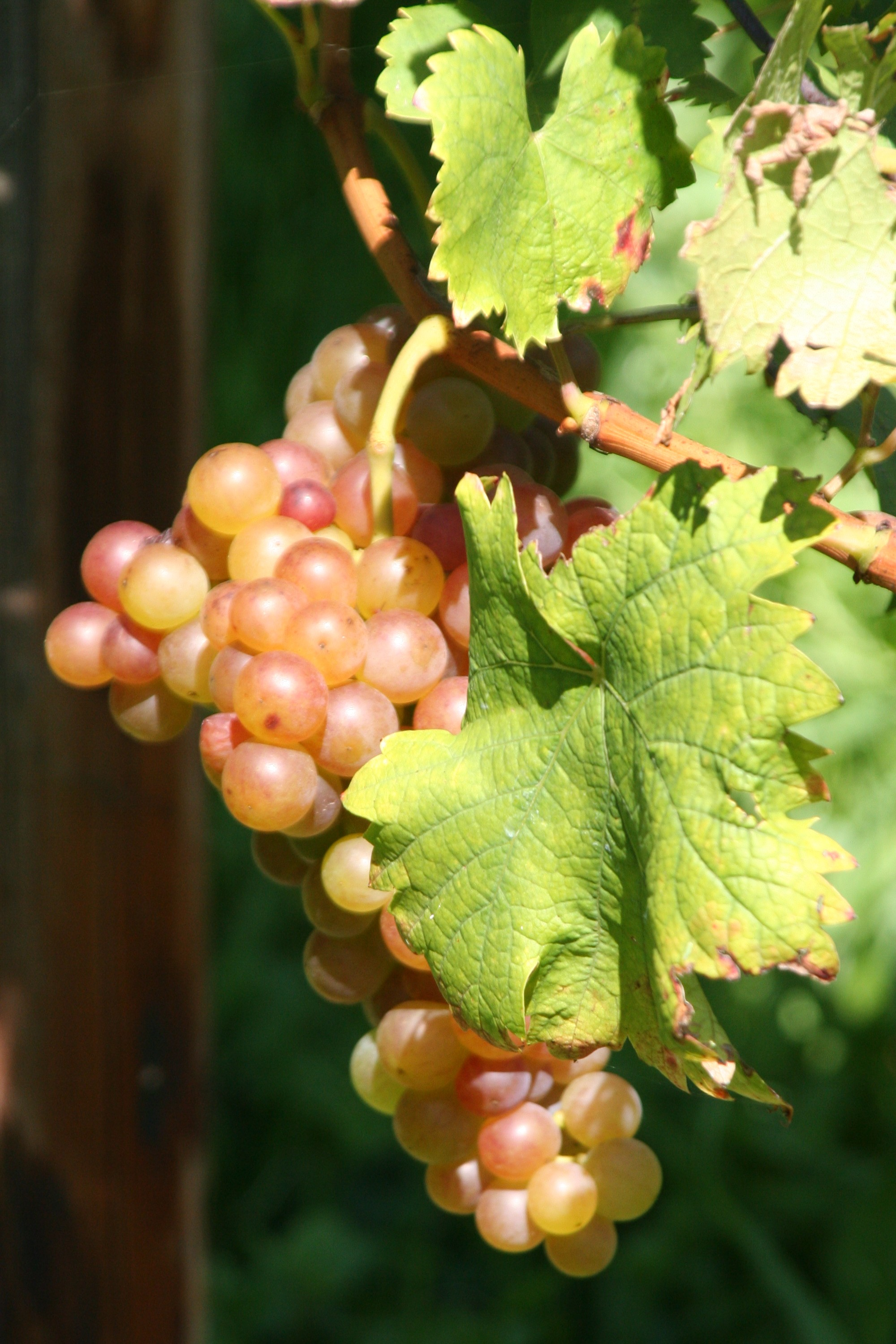
Roter Muskateller

Roter Muskateller ist eine Weißweinsorte mit starkem Muskatbouquet, die als Mutation aus dem Gelben Muskateller entstand. Die Beere ist mittelgroß und von rötlicher Farbe. Außer der Beerenfarbe sind alle anderen Eigenschaften der beiden Sorten identisch.

## Verbreitung
In Deutschland ist sie zwar in allen Anbaugebieten zugelassen, konnte sich jedoch nicht durchsetzen. Kleine Bestände sind auch in Österreich, Frankreich (316 Hektar, Stand 2007,) und Griechenland bekannt.

## Ampelographische Sortenmerkmale
- Die Triebspitze ist offen. Sie ist leicht wollig behaart mit leicht rötlich-bronzefarbenem Anflug. Die bronzefarbenen Jungblätter sind schwach behaart und glänzend.
- Die mittelgroßen, dicken Blätter sind rundlich (meist länger als breit), fünflappig und deutlich gebuchtet. Die Stielbucht ist V-förmig offen. Das Blatt ist spitz gesägt. Die Zähne sind im Vergleich der Rebsorten mittelgroß. Die Blattoberfläche (auch Spreite genannt) ist leicht blasig.
- Die walzenförmige Traube ist kaum geschultert, groß, lang und mittel dichtbeerig. Die rundlichen bis leicht länglichen Beeren sind mittelgroß und von leicht rötlicher Farbe. Die Schale der Beere ist dick. Das Aroma der saftigen Beere ist fein und verfügt über ein aromatisches Bukett mit ausgeprägtem Muskatgeschmack.

Reife: spät

## Wein
- siehe Gelber Muskateller

## Synonyme
‘Brauner Muskateller’, ‘Brown Frontignac’, ‘Brown Muscat’, ‘Busuioaca’, ‘Busuioaca De Bohotin’, ‘Busuioaca Di Bohotin’, ‘Busuioaca Roza’, ‘Busuioaca Vanata’, ‘Busuioaca Vanata Di Bohotin’, ‘Cehrayi Muskat’, ‘Grizzly Frontignan’, ‘Gros Muscat Violet’, ‘Kuemmeltraube’, ‘Madere’, ‘Moscado Rosso’, ‘Moscatel Galego Roxo’, ‘Moscatel Gordomorado’, ‘Moscatel Menudo Morado’, ‘Moscatel Rojo’, ‘Moscatel Roxo’, ‘Moscatella Rubra’, ‘Moscato Rosso De Madera’, ‘Moscato Violetto’, ‘Moscodel Menudo Morado’, ‘Muscat Brun’, ‘Muscat Corail’, ‘Muscat D'Alsace (Rouge)’, ‘Muscat De Corail’, ‘Muscat Frontignan Rouge’, ‘Muscat Frontignon’, ‘Muscat Frontinyanskiy’, ‘Muscat Gris’, ‘Muscat Pink’, ‘Muscat Red’, ‘Muscat Rouge’, ‘Muscat Rouge A Petits Grains’, ‘Muscat Rouge De Frontignan’, ‘Muscat Violet’, ‘Muscat Violet Commun’, ‘Muscat Violet Cyperus’, ‘Muscat Violet De Madere’, ‘Muscateller Rot’, ‘Muscateller Violet’, ‘Muskat Frontinyanskii’, ‘Muskat Frontinyanskiy’, ‘Muskat Kalyaba’, ‘Muskat Krasnyi’, ‘Muskat Krasnyj’, ‘Muskat Rozovyi’, ‘Muskat Rozovyj’, ‘Muskat Violetovii’, ‘Muskateller Grau’, ‘Muskateller Rot’, ‘Muskateller Roter’, ‘Muskateller Schwarzblau’, ‘Muskateller Violett’, ‘Piros Muskotaly’, ‘Qirmizi Muskat’, ‘Red Frontignan’, ‘Red Muscadel’, ‘Red Muskadel’, ‘Roter Muskateller’, ‘Schmeckende Roth’, ‘Tamaiioasa De Bohotin’, ‘Tamaioasa Di Bohotin’, ‘Tamaioasa Violeta’, ‘Violetter Muskateller’, ‘Weihrauch Roth’.